# Hôtel de Soissons

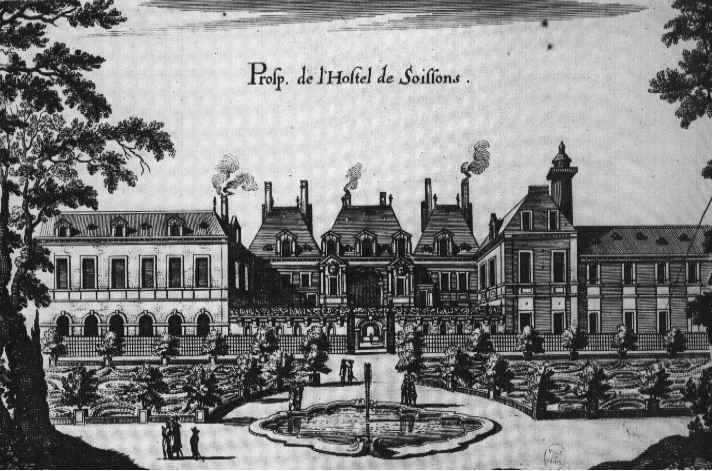
O Hôtel de Soissons no século XVII.

O Hôtel de Soissons foi um palácio de Paris, sempre ligado à Família Real Francesa, que existiu aproximadamente no local onde, actualmente, se encontra a Bolsa de Comércio de Paris (Bourse de Commerce de Paris)

## História

### Idade Média
No local onde agora se encontra a Bolsa de Comércio de Paris, encontrava-se no início do século XIII um hôtel particulier que pertencia a Jean II de Nesles. Não tendo filhos, este cedeu a propriedade, em 1232, a São Luís, que por sua vez o ofereceu à sua mãe, Branca de Castela, para dele fazer residência. Filipe o Belo herdou o edifício, tendo-o oferecido, em 1296, ao seu irmão, Carlos, Conde de Valois (1270-1325). O palácio passou de seguida para o filho deste último, Filipe de Valois, que o deu a João de Luxemburgo, filho do Imperador Henrique VII do Sacro Império Romano-Germânico, e ele próprio Rei da Boêmia.
A sua filha, Bona de Luxemburgo, que herdou o palácio em 1327, casou com o Príncipe João da Normandia, futuro Rei de França sob o nome de João o Bom. O filho deste casal Real, Carlos, cedeu-o a Amadeu VI de Saboia em 1354. Pertenceu em seguida a Luís I, Duque de Anjou e filho de João II. A sua viúva, Maria de Châtillon (1345-1404), vendeu-o em 1388 a Carlos VI, que o ofereceu ao seu irmão, Luís, Duque de Touraine e de Orleães.
Sob as instâncias do confessor do Rei Carlos VIII, Jean Tisseran, este criou em 1498, numa parte do palácio, um "convento de filhas arrependidas" (couvent des filles repenties), enquanto o resto dos edifícios eram partilhados entre o Condestável e o Chanceler do Duque de Orleães.

### O hôtel da Rainha

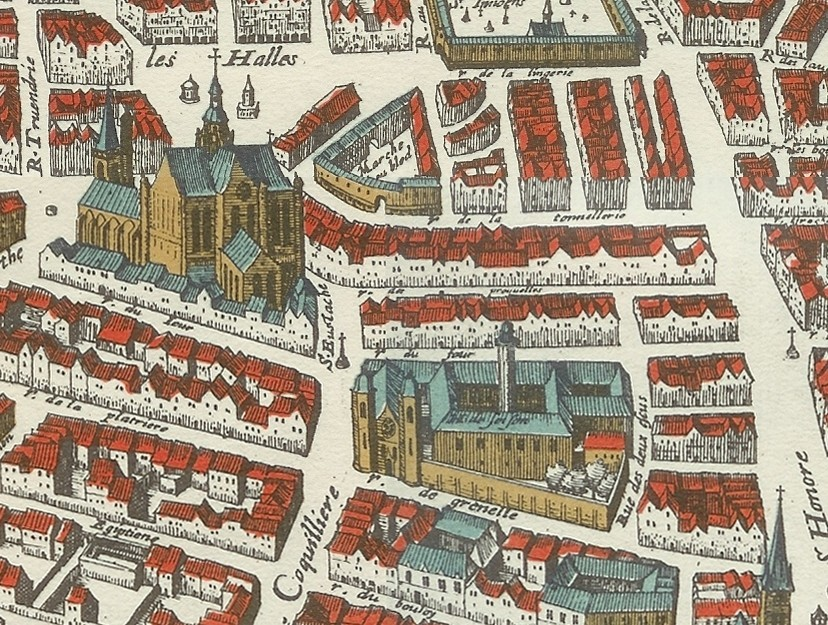
O Hôtel de Soissons em 1615 (Mérian).

Catarina de Médici, que desejava abandonar o Palácio das Tulherias por motivos supersticiosos, comprou o conjunto das construções em 1572 e fez edificar, entre 1574 e 1584, um palácio construído pelo arquiteto Jean Bullant, para o qual se mudou. Este edifício seria completado em 1611 por um magnífico portão, elevado por Salomon de Brosse. A astronómica coluna canelada de 31 metros de altura, igualmente chamada de Coluna Médici, que atualmente ainda se ergue em frente da Bolsa de Comércio de Paris, é o único vestígio deste palácio: esta servia para as observações do astrólogo pessoal da Rainha, o florentino Cosimo Ruggieri.

### A transmissão do hôtel

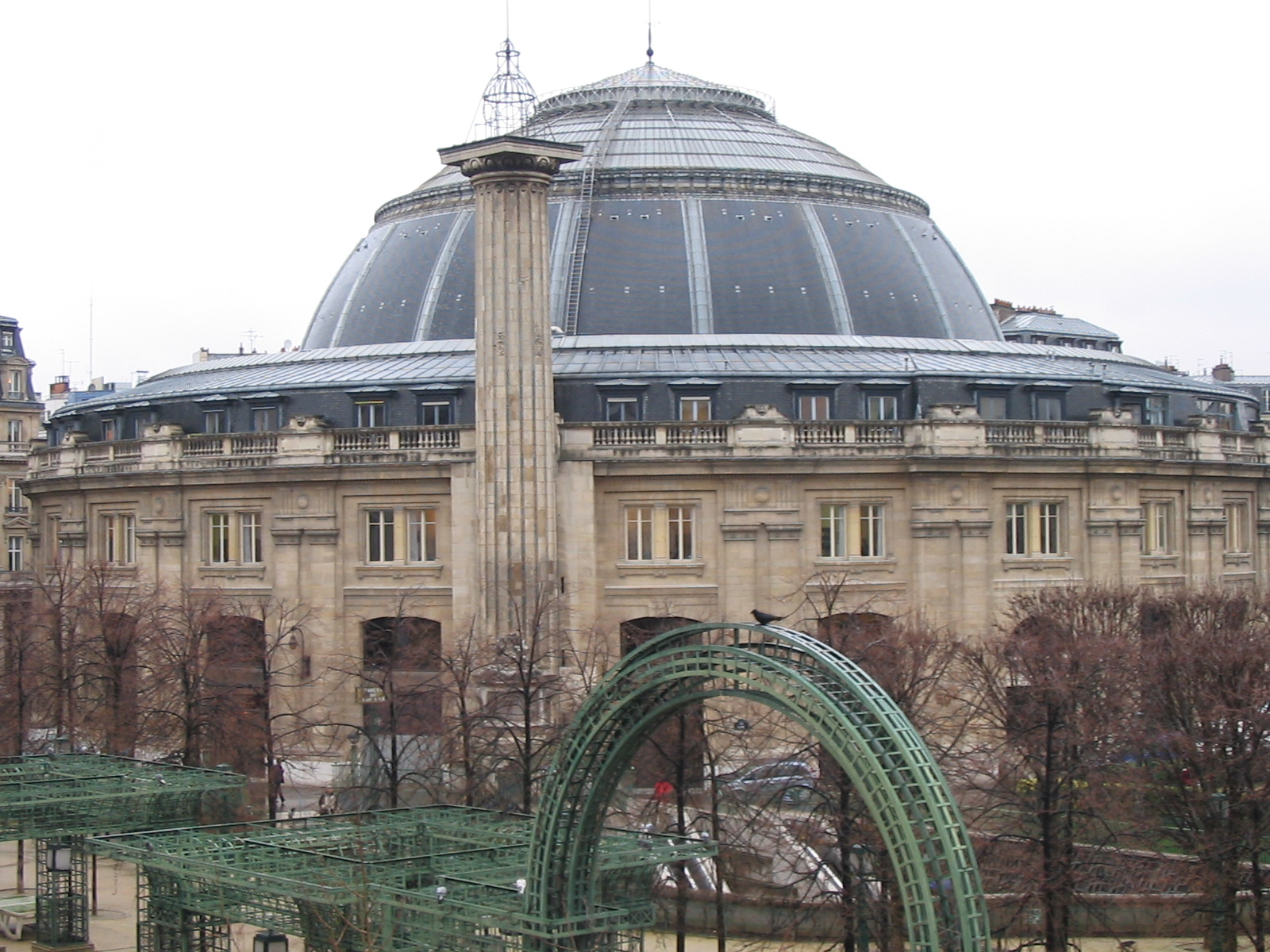
A Bolsa de Comércio de Paris, que ocupa actualmente o espaço do antigo Hôtel de Soissons, com a Coluna Médici em primeiro plano.

Em 1601, os herdeiros da Rainha venderam o palácio a Catarina de Bourbon (1559-1604), irmã de Henrique IV. Após a morte desta, foi adquirido por Carlos de Bourbon, Duque de Soissons, que lhe deu o seu nome. Passou em seguida para a sua filha, Maria de França, esposa de Tomás de Saboia, Príncipe de Carignan, e mais tarde para Vítor Amadeu de Saboia, Príncipe de Carignan, em 1718.

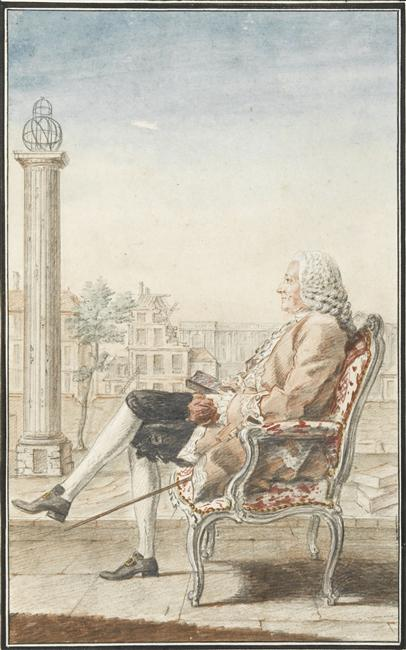
Louis Petit de Bachaumont velando sob a Coluna Médici.

Este último estabeleceu no palácio, em 1720, a Bolsa de Paris. Arruinado pela bancarrota de Low, teve que vender a propriedade em 1740. A Prévôté de Paris resgatou o terreno e destruiu os edifícios em 1748. A coluna, vendida separadamente, foi adquirida por Louis Petit de Bachaumont, que em seguida a doou à Cidade de Paris.